# NGC 1116
NGC 1116 је спирална галаксија у сазвежђу Ован која се налази на NGC листи објеката дубоког неба.
Деклинација објекта је + 13° 20' 6" а ректасцензија 2h 50m 35,8s. Привидна величина (магнитуда) објекта NGC 1116 износи 14,5 а фотографска магнитуда 15,3. NGC 1116 је још познат и под ознакама UGC 2326, MCG 2-8-17, CGCG 440-21, PGC 10781.